# Kohlenstoffbrennen
Das Kohlenstoffbrennen ist eine Gruppe von Kernfusionsreaktionen, durch die in massereichen Sternen mit einer Ausgangsmasse von mindestens neun Sonnenmassen Energie freigesetzt wird.
Dabei verschmelzen zwei Kohlenstoff-Atomkerne. Der Begriff Kohlenstoffbrennen hat nichts mit einer chemischen Verbrennung zu tun.
Kohlenstoffbrennen setzt ein, nachdem die Fusion leichterer Elemente zum Erliegen gekommen ist. Voraussetzung ist ein aktives Sternzentrum (Kern) von mindestens 0,9 Sonnenmassen, Temperaturen von 6·108 bis 10·108 Kelvin und Dichten von über 105 g/cm3.
Nur Sterne mit Anfangsmassen ab ca. 9 Sonnenmassen erreichen diese Bedingungen. Der Energieumsatz ist dabei proportional zur 28. Potenz der Temperatur. Mithin bewirkt eine Erhöhung der Temperatur um 5 % eine Steigerung auf 392 % bei der Energiefreisetzung.

## Ablauf
Das Kohlenstoffbrennen setzt ein, wenn im Kern des Sternes das Heliumbrennen erloschen ist.  Der inaktive, hauptsächlich aus Kohlenstoff und Sauerstoff bestehende Kern kontrahiert daraufhin durch die Gravitationskraft, was einen Temperatur- und Dichteanstieg bewirkt, bis schließlich die Bedingungen für das Kohlenstoffbrennen erreicht sind. Durch die dabei freigesetzte Energie stabilisiert sich der Kern, und seine weitere Kompression und Aufheizung wird gestoppt. Bei der Fusion zweier Kohlenstoffkerne entsteht ein schwererer Kern und leichte Teilchen, die weitere Reaktionen bewirken können:
{\displaystyle \mathrm {_{\ 6}^{12}C} +\mathrm {_{\ 6}^{12}C} \rightarrow \mathrm {_{10}^{20}Ne} +\mathrm {_{2}^{4}He+4{,}617\ MeV} }
{\displaystyle \mathrm {_{\ 6}^{12}C} +\mathrm {_{\ 6}^{12}C} \rightarrow \mathrm {_{11}^{23}Na} +\mathrm {_{1}^{1}H+2{,}241\ MeV} }
{\displaystyle \mathrm {_{\ 6}^{12}C} +\mathrm {_{\ 6}^{12}C} \rightarrow \mathrm {_{12}^{23}Mg} +\mathrm {_{0}^{1}n-2{,}599\ MeV} } (endotherm)
    beim β+-Zerfall des 23Mg und der folgenden e+e−-Annhililation werden weitere 4,1+1,0 MeV frei, die teilweise mit dem emittierten Neutrino verloren gehen.
{\displaystyle \mathrm {_{\ 6}^{12}C} +\mathrm {_{\ 6}^{12}C} \rightarrow \mathrm {_{12}^{24}Mg+\gamma +13,933\ MeV} }
{\displaystyle \mathrm {_{\ 6}^{12}C} +\mathrm {_{\ 6}^{12}C} \rightarrow \mathrm {_{\ 8}^{16}O} +2\,\mathrm {_{2}^{4}He-0{,}113\ MeV} } (endotherm)
In über 90 % der Fälle finden die beiden erstgenannten Reaktionen statt. Für die beiden als endotherm gekennzeichneten Reaktionen muss Energie aufgewendet werden, d. h., sie liefern dem Stern keine Energie. Die freigesetzten leichten Teilchen (Protonen, Alphateilchen etc.) verursachen eine große Anzahl an exothermen Sekundärreaktionen sowohl mit den Produkten des Kohlenstoffbrennens, als auch mit 12C-Kernen. Im Mittel werden pro Fusion zweier 12C-Kerne  ca. 10 MeV an Energie freigesetzt. Die dritte Reaktion, bei der Magnesium 23Mg und ein Neutron n entstehen, ist einer der wenigen Fusionsprozesse im Laufe der Sternentwicklung, bei denen überhaupt Neutronen frei werden. Die erzeugten 16O-Kerne (auch beim vorangegangenen Heliumbrennen entstanden schon 16O-Kerne) bleiben während des Kohlenstoffbrennens und auch im folgenden Neonbrennen erhalten.
Während des Kohlenstoffbrennens reichert sich der Kernbereich mit den Reaktionsprodukten Sauerstoff, Magnesium (Mg) und Neon (Ne) an, bis nach einigen tausend Jahren  der Kohlenstoff aufgebraucht ist und die Fusionsreaktion zum Erliegen kommt. Danach kühlt sich der Kern wieder ab und zieht sich erneut zusammen.
Für Sterne mit einer Anfangsmasse zwischen 9 und 11 Sonnenmassen ist das Kohlenstoffbrennen der letzte thermonukleare Brennprozess. In ihrer weiteren Entwicklung bilden sie einen planetarischen Nebel. Aus ihrem Kern entsteht ein vor allem aus Sauerstoff und Neon bestehender Weißer Zwerg mit etwa 1,2 Sonnenmassen. Sterne mit größeren Massen können im Kern auch die folgenden Brennprozesse, beginnend mit dem Neonbrennen zünden. Die Dauer des Kohlenstoffbrennens hängt ebenfalls von der Anfangsmasse des Sternes ab: Sterne mit 10 Sonnenmassen benötigen für das Kohlenstoffbrennen im Kern etwa 20 000 Jahre, Sterne mit 25 Sonnenmassen nur 1 600 Jahre. Das Kohlenstoffbrennen ist aufgrund seiner Dauer damit der letzte Fusionsprozess im Stern, dessen freigesetzte thermische Energie die Sternoberfläche erreichen kann.